# ジルー駅
ジルー駅（英語：Giru railway station）はオーストラリア、クイーンズランド州ジルー ドナグゥー・ストリートにあるクイーンズランド鉄道ノース・コースト線の駅。

## 利用可能な鉄道路線／列車
クイーンズランド鉄道トラベルトレインの停車する列車は下記の通り。また、事前に予約がされた時のみ停車。
- ブリスベンとケアンズ間の夜行長距離列車スピリット・オブ・クイーンズランド（英語版）号[2]
  - ブリスベン方面: 月・水・木・金・日 停車
  - ケアンズ方面: 火・水・木・土・日 停車